# Лалапаша
Лалапаша или Лахна Пашакьой (на турски: Lalapaşa) е град в европейската част на Турция, северната част на вилает Одрин, от вилаетния център Одрин отстои на 27 км североизточно. Лалапаша е околийски център и единствена община в едноименната околия. Градът носи името на Лала Шахин паша (1330–около 1382), османски военачалник и първи бейлербей на Румелия.

## История
В XIX век Лалапаша е българско село в Одринска кааза на Одринския вилает на Османската империя. Според „Етнография на вилаетите Адрианопол, Монастир и Салоника“, издадена в Константинопол в 1878 година и отразяваща статистиката на населението от 1873 година, Лахна-Пашакьой (Lahna-Pachakoui) има 68 домакинства и 385 българи.
Според статистиката на професор Любомир Милетич в 1912 година в селото живеят 50 български екзархийски семейства или 216 души.
Българското население се изселва след Междусъюзническата война в 1913 година. 42 семейства (209 души) се заселват в Къзълагачка (Елховска) околия.
От север на околия Лалапаша е българо-турската граница и общините Елхово, Тополовград и Свиленград. На територията на околия Лалапаша се намира село Хамзабейли, при което е разположен единият от трите гранични контролно-пропускателни пунктове на българо-турската граница – ГКПП Лесово - Хамзабейли.

## Личности
Родени в Лалапаша
- Яни Георгиев (1883 - ?), деец на ВМОРО, участник в Илинденско-Преображенското въстание в 1903 година с четата на Димитър Ташев[4]